# Equacions de Lotka-Volterra

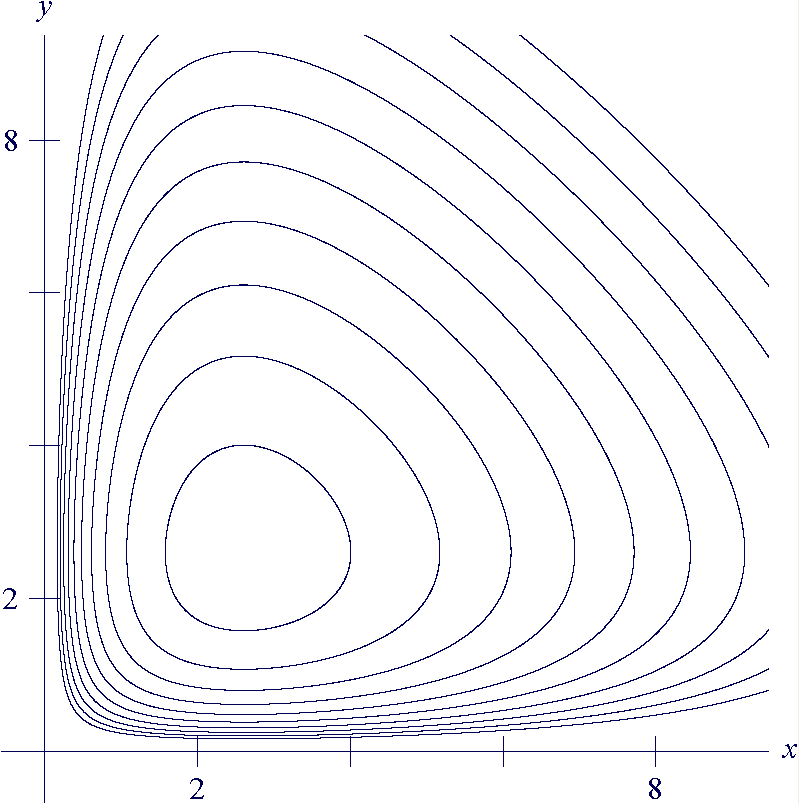
Model de fases de les equacions de Lotk-Volterra.

Les equacions de Lotka-Volterra, o també conegudes com equacions de depredador-presa, són unes equacions diferencials de primer ordre que modelen l'evolució ecològica de dues poblacions d'animals: depredadors (llops) i preses (conills). Amb aquest model s'intenta explicar com funciona la coexistència de dues espècies. Aquest model va ser desenvolupat per Alfred J. Lotka al 1925 i Vito Volterra al 1926.

## El model
Les poblacions de depredadors {\displaystyle y(t)} i preses {\displaystyle x(t)} satisfan el sistema d'equacions diferencial
{\displaystyle \left\{{\begin{matrix}{\frac {dx}{dt}}&=&x(a-\alpha y)\\{\frac {dy}{dt}}&=&y(-c+\gamma x)\end{matrix}}\right.}
amb {\displaystyle a,c,\alpha } i {\displaystyle \gamma } sent constants positives del sistema.
Si {\displaystyle a=c} i {\displaystyle \alpha =\gamma } llavors una propietat fonamental d'aquestes equacions és que es preserva la quantitat total de depredadors i preses: {\displaystyle {\frac {d}{dt}}(y(t)+x(t))=0.} En aquest cas, el sistema és hamiltonià.